# (2379) Heiskanen
(2379) Heiskanen es un asteroide perteneciente al cinturón de asteroides, descubierto el 21 de septiembre de 1941 por Yrjö Väisälä desde el Observatorio de Iso-Heikkilä, en Turku, Finlandia.

## Designación y nombre
Designado provisionalmente como 1941 ST. Fue nombrado Heiskanen en honor al geodésico finlandés Veikko Aleksanteri Heiskanen.